# Bor Pál (képzőművész)
Bor Pál, 1926-ig Beck Pál (Budapest, 1889. március 2. – Budapest, 1982. január 31.) magyar festő, grafikus, szobrász, művészeti író. Unokája, Bor András építész.

## Életpályája
Beck Adolf (1860–1939) kereskedő és Augenstein Matild (1867–1945) fia. 1911-ben gépészmérnöki diplomát szerzett a budapesti műegyetemen. 1911–1914 között Párizsban tanulta a festészetet, ahol Henry Martin és Maurice Denis oktattta. 1913-ban Nagybányán Réti Istvánnál, majd a fővárosban Körösfői-Kriesch Aladárnál tanult. 1914–1919 között polgári internált volt Bretagne-ban. Amíg fogságban volt rajzolt, festett, faragott. 1919-ben Rippl-Rónai József fonyódi művésztelepén dolgozott. 1920–1944 között Badacsonyban festett. 1921-től rendszeresen kiállító volt. 1921–1927 között a Magyar Írás cínű folyóirat képzőművészeti szerkesztőjeként dolgozott. 1924–1925 között Párizsban élt. 1926–1949 között a Képzőművészek Új Társasága alapító, törzs- és vezetőségi tagja, rendszeres kiállítója volt. 1925–1926 között Olaszországban tartózkodott. 1930-ban a Műhely Szövetség társalapítója volt. Az 1930-as években szőnyegeket tervezett. 1944–1947 között Dömsödön élt. 1945-ben az Eskü úti (ma: Szabadsajtó út) Klotild-palotában levő műterme leégett, műveinek nagy része megsemmisült. 1948–1949 között Békásmegyeren élt. 1958-ban ismét Párizsba utazott. 1963-tól az új, színes üvegkép technika foglalkoztatta. 1986-ban a Régi Műcsarnokban volt emlékkiállítása.
Sírja a Farkasréti temetőben található (34/2-2-33).

## Magánélete
Felesége Gerő Jozefa volt, Goldberger Izidor és Bőhm Ágnes lánya, akit 1926. augusztus 5-én Lengyeltótiban vett nőül.

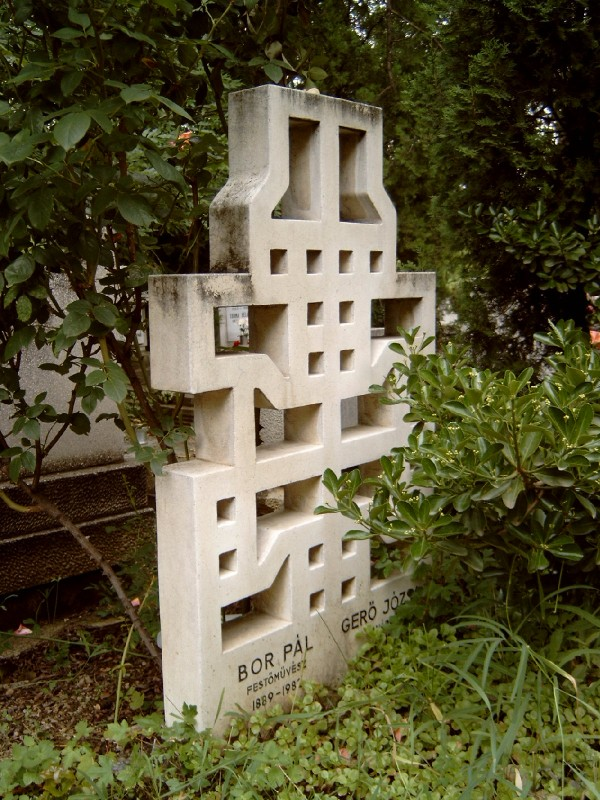
Bor Pál festő, grafikus, szobrász, művészeti író sírja Budapesten. Farkasréti temető: 34/2-2-33

## Kiállításai

### Egyéni
- Nemzeti Szalon (Budapest, 1921, 1926)
- Ernst Múzeum (Budapest, 1924, 1947, 1964, 1970)
- Tamás Galéria (Budapest, 1929, 1931–1932, 1941, 1944)
- Salon d’Automne (Párizs, 1923, 1925)
- Velencei Biennálé (1926, 1928)
- Milánói Iparművészeti Triennálé (bronzérem, 1933)
- Fényes Adolf terem (Budapest, 1958)
- Műcsarnok (Budapest, 1977)
- Szinnyei szalon (1999)

### Csoportos
- 1924 Salon d'Automne, Párizs
- 1925 Salon d'Automne, Párizs
- 1926–1942. a KUT valamennyi hazai és külföldi kiállításán
- 1926. XV. Velencei Biennálé ? magyar szekció
- 1928. XVI. Velencei Biennálé, magyar szekció
- 1933. Milánói Iparművészeti Triennálé (szőnyege bronzérmet nyert)
- 1948 90 művész kiállítása (Nemzeti Szalon, Budapest)
- 1957 Tavaszi Tárlat (Műcsarnok, Budapest)
- 1966-tól Őszi Tárlat (Tornyai Múzeum, Hódmezővásárhely)
- 1977 Festészet ’77 (Műcsarnok, Budapest)
- 1979 A hódmezővásárhelyi Őszi Tárlatok negyedszázados jubileuma alkalmából rendezett retrospektív kiállítás (Műcsarnok, Budapest)

## Művei
| - Regatta (olaj, 1915) - Férfi fej (olaj, 1915) - Fantázia (víz, 1915) - Gótika (víz, 1917) - Tanulmányfej (víz, 1916) - Fogolytárs (olaj, 1918) - Hálót húzó broton halászok (víz, 1918) - Kettős arckép (olaj, 1919) - Körhinta (olaj, 1920) - Tomaji kőkereszt viharban (olaj, 1920) - Riza puszta Badacsony mellett (olaj, 1920) - Kis parasztlány (olaj, 1920) | - Örvény (rajz, 1915) - Fahordók (szén, 1918) - Breton halászok (1918) - Szántók (kréta, 1919) - Domboldal (1919) |

| - A Fekete Kolostor (bronz, 1916-1952) - Melankólia (gipsz, 1917) - Szomorúság (gipsz, 1917) - Tehetetlenség (bronz, 1917) - Női akt (bronz, 1919) - Csók (bronz, 1920) - Életöröm (bronz, 1920) - Ima (bronz, 1920) - Kétségbeesés (bronz, 1920) - Vágy (gipsz, 1920) - Anya gyermekkel (kő, 1923, MNG) - Anya gyerekkel, asszony, bárányok (1926) - Ülő női akt (bronz, 1930, MNG) - Hazafelé (1930) - Vasárnap (1934, MNG) - Pásztor bárányokkal (1944-1945) - Legelő birkák (1946) - Fák (1965) - Férfi alak (üvegbeton, 1973, MNG) - Zivatar (1976) | - A mozgás ábrázolása (Nyugat, 1921; Ponticulus hungaricus, 1996) - Festészet és zene (Magyar Írás, 1923) - Párizsi képzőművészeti mozgalmak (Magyar Írás, 1924) - Párizs és Moszkva (Magyar Írás, 1925) - A kubizmus problémája. Csáky és szobrászata (Budapest, 1926) - A XX. század művészete (Párizs, 1968) - Emlékezések, elmélkedések. Önarckép – számadás önmagamnak (Budapest, 2003) |